# Фан (річка)
Фан — річка на півночі Албанії. Вона утворена злиттям двох річок-витоків: Великого Фана (алб. Fan i Madh) і Маленький Фан (алб. Fan i Vogël), які з'єднуються за кілька кілометрів на захід від міста Ррешен.

## Опис
Річка Великий Фан починається в муніципальній одиниці Кафе-Малі, в повіті Шкодер. Річка тече на південний захід через Фуше-Аррез і Гьєгян. Річка Малий Фан починається в муніципальній одиниці Фан, муніципалітет Мірдіте, повіт Леже. Далі тече на південний захід через Репс і на північ від Решена. На захід від Решена дві річки-витоки об'єднуються, і Фан продовжує свою течію на захід до Рубіка, а потім на південь до впадіння в річку Мат на схід від Мілота.

## Галерея

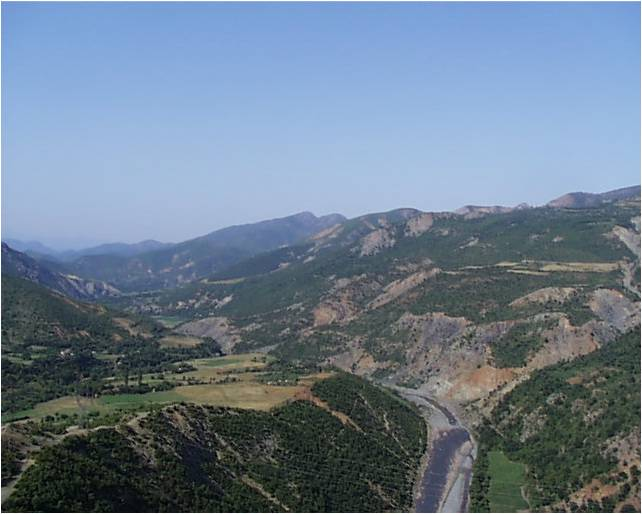
Долина Fan i Vogël в Ороші
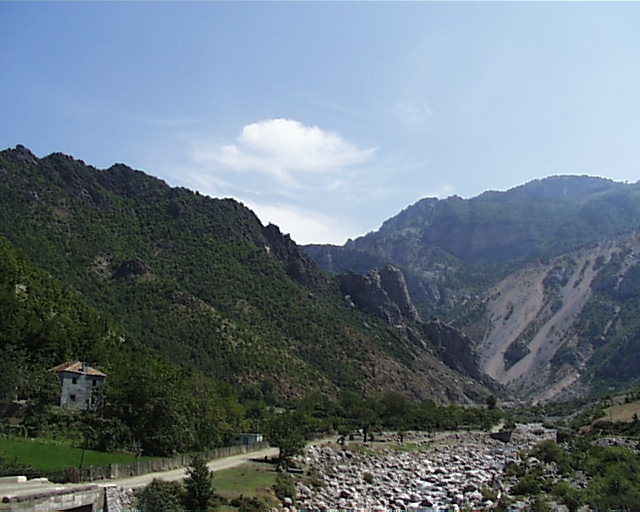
Fan i Vogël at Klos, Mat